# Гудвин, Билли
Уи́льям Гу́двин (англ. William Goodwin; январь 1892 — 9 июля 1951), более известный как Би́лли Гу́двин (англ. Billy Goodwin) — английский футболист, нападающий.

## Биография
Родился в Ставли, Дербишир. До Первой мировой войны играл за «Блэкберн Роверс» и «Эксетер Сити».
В июне 1920 года перешёл в «Манчестер Юнайтед» за 640 фунтов стерлингов. Дебютировал за клуб 28 августа 1920 года в матче Первого дивизиона против «Болтон Уондерерс». 5 марта 1921 года Билли забил свой первый (и единственный) гол за «Манчестер Юнайтед» в матче против «Сандерленда». Всего в сезоне 1920/21 провёл за «Юнайтед» 5 матчей и забил 1 мяч. В сезоне 1921/22 сыграл за команду только два матча.
Летом 1922 года покинул «Манчестер Юнайтед», став игроком «Саутенд Юнайтед», который заплатил за его трансфер рекордные для клуба 600 фунтов. В сезоне 1922/23 был лучшим бомбардиром команды, забив 22 мяча во всех турнирах. Выступал за «Саутенд» до 1927 года, сыграв в общей сложности 91 матч и забив 35 мячей.
В августе 1927 года стал игроком «Дартфорда». В дальнейшем играл за «Олдем Атлетик», «Конглтон Таун», «Моссли» и «Дройлсден».

## Статистика выступлений
| Клуб              | Сезон            | Лига | Лига | Кубок | Кубок | Итого | Итого |
| Клуб              | Сезон            | Игры | Голы | Игры  | Голы  | Игры  | Голы  |
| ----------------- | ---------------- | ---- | ---- | ----- | ----- | ----- | ----- |
| Манчестер Юнайтед | 1920/21          | 5    | 1    | 0     | 0     | 5     | 1     |
| Манчестер Юнайтед | 1921/22          | 2    | 0    | 0     | 0     | 2     | 0     |
| Манчестер Юнайтед | Итого            | 7    | 1    | 0     | 0     | 7     | 1     |
| Саутенд Юнайтед   | 1922/23          | 40   | 21   | 4     | 1     | 44    | 22    |
| Саутенд Юнайтед   | 1923/24          | 36   | 9    | 3     | 2     | 39    | 11    |
| Саутенд Юнайтед   | 1924/25          | 0    | 0    | 0     | 0     | 0     | 0     |
| Саутенд Юнайтед   | 1925/26          | 0    | 0    | 0     | 0     | 0     | 0     |
| Саутенд Юнайтед   | 1926/27          | 8    | 2    | 0     | 0     | 8     | 2     |
| Саутенд Юнайтед   | Итого            | 84   | 32   | 7     | 3     | 91    | 35    |
| Всего за карьеру  | Всего за карьеру | 91   | 33   | 7     | 3     | 98    | 36    |